# Petit Jules Verne
Petit Jules Verne è un cortometraggio muto del 1907 diretto da Gaston Velle.
I racconti di Jules Verne furono da subito un'inesauribile fonte di ispirazione per il nascente cinema per soddisfare la richiesta di effetti speciali da parte degli spettatori. Non si conosce il nome dell'attore bambino protagonista.

## Trama
Un bambino si addormenta leggendo i racconti di Jules Verne e sogna di viaggiare per il mondo su una mongolfiera e quindi di esplorare le profondità del mare, dove incontra sirene danzanti e viene attaccato da un calamaro gigante. Svegliatosi di soprassalto, piangendo e urlando, si rende conto che sta lottando con il proprio guanciale. La madre accorre a consolarlo e il bambino si riaddormenta.

## Produzione
Il film fu prodotto dalla Pathé Frères.

## Distribuzione
Distribuito dalla Pathé Frères, il film - un cortometraggio di 120 metri - uscì nelle sale francesi nel 1907. La Pathé lo distribuì anche in altri paesi, inclusa la Danimarca, dove venne importato e presentato il 18 ottobre 1907 con il titolo Den lille Jules Verne.